# Minamoto Katsuhiro
Katsuhiro Minamoto (sinh ngày 2 tháng 7 năm 1972) là một cầu thủ bóng đá người Nhật Bản.

## Sự nghiệp câu lạc bộ
Katsuhiro Minamoto đã từng chơi cho Cerezo Osaka và Sanfrecce Hiroshima.